# Coelioxys smithii
Coelioxys smithii là một loài Hymenoptera trong họ Megachilidae. Loài này được Dalla Torre mô tả khoa học năm 1896.